# Boyup Brook Shire
Boyup Brook Shire är en kommun i Western Australia, Australien. Kommunen, som är belägen 270 kilometer sydost om Perth, i regionen South West, har en yta på 2 829 kvadratkilometer och en folkmängd, enligt 2011 års folkräkning, på 1 588. Huvudort är Boyup Brook.